# 長尾景弼
長尾 景弼（ながお かげすけ／ながお　けいすけ、1839年 – 1895年2月6日）は、日本の出版人。

## 略歴
播磨龍野藩の藩士の家に生まれる。明治4年に東京京橋南鍋町に印刷出版業の博聞社を開業する。同じ年に行われた廃藩置県に伴い、政府は地券状を発行することになり、これの印刷を請け負ったことが、同社の社業の発展につながったとされる。その後、同社は主として法律書の出版を行った。